# Рекордс, Макс
Макс Рекордс (англ. Max Records; род. 18 июня 1997, Портленд) — американский актёр.

## Биография
Макс Рекордс родился 18 июня 1997 года в Портленде, штат Орегон, США. Отец Шон Рекордс — фотограф, мать Дженни Флинор — библиотекарь.
Актёрский дебют Макса состоялся в 2006 году. Он получил известность благодаря главной роли в фильме «Там, где живут чудовища», за которую получил премию «Молодой актёр» и ряд номинаций на другие награды.

## Фильмография
| Год  |     | Русское название        | Оригинальное название     | Роль                |
| ---- | --- | ----------------------- | ------------------------- | ------------------- |
| 2006 | в   | Направления             | Directions                | брат                |
| 2008 | ф   | Братья Блум             | The Brothers Bloom        | юный Стефен         |
| 2009 | ф   | Там, где живут чудовища | Where the Wild Things Are | Макс                |
| 2009 | ки  | Там, где живут чудовища | Where the Wild Things Are | Макс, озвучка       |
| 2010 | кор | Атака вампиров          | The Vampire Attack        | мальчик на кладбище |
| 2011 | кор | Плохой робот            | BlinkyTM                  | Алекс Невилл        |
| 2011 | ф   | Нянь                    | The Sitter                | Слейтер Педулла     |
| 2016 | ф   | Я не серийный убийца    | I Am Not a Serial Killer  | Джон Уэйн Кливер    |

## Награды и номинации
| Год  | Награда                                    | Категория                                                                | Работа                  | Результат |
| ---- | ------------------------------------------ | ------------------------------------------------------------------------ | ----------------------- | --------- |
| 2009 | Ассоциация кинокритиков Чикаго             | Самый многообещающий исполнитель                                         | Там, где живут чудовища | Номинация |
| 2010 | Сатурн                                     | Лучший молодой актёр                                                     | Там, где живут чудовища | Номинация |
| 2010 | Молодой актёр                              | Лучшее исполнение в художественном фильме — молодой актёр в главной роли | Там, где живут чудовища | Победа    |
| 2010 | Critics’ Choice Movie Awards               | Лучший молодой актёр                                                     | Там, где живут чудовища | Номинация |
| 2010 | Online Film & Television Association Award | Лучший молодой исполнитель                                               | Там, где живут чудовища | Номинация |
| 2016 | Премия британского независимого кино       | Лучший актёр                                                             | Я не серийный убийца    | Номинация |
| 2016 | Molins de Rei Horror Film Festival         | Лучший актёр                                                             | Я не серийный убийца    | Победа    |
| 2017 | Fangoria Chainsaw Awards                   | Лучший актёр                                                             | Я не серийный убийца    | Номинация |